# 제2호위대군
제2호위대군(일본어: 第2護衛隊群 다이니고에이타이군[*], 영어: JMSDF Escort Flotilla 2)은 사세보시에 위치한 사세보 해군 기지에 있는 해상자위대 호위함대 예하 호위대군이다. 해장보가 지휘한다.

## 역사
1953년 8월 16일, 보안청 경비대 소속 제2선박군으로 창설되었다. 사령경비함에 모미가 지정되고, 예하부대로 편성된 제11선대와 제12선대에 유리급 상륙지원정(LSSL)이 각각 6척씩 배치되었다.
1954년 4월 10일, 제11선대가 제3선대(도치, 시이, 마키), 제12선대는 제4선대(쓰게, 가에데, 부나)로 재편성되었다. 7월 1일, 방위성의 설립에 따라 경비가 해상자위대로 재조직되면서, 자위함대가 창설되었다. 부대 이름에서 선대는 호위대로 개명됨에 따라 제2선대군은 제2호위대군이 되었고, 자위대함대로 전속하였다.
1956년 4월 1일, JDS 아사카제 (DD-181)와 JDS 하타카제 (DD-182)로 편성된 제5호위대가 제1호위대군에서 전속하였다.
1957년 4월 1일, JS 하루카제 (DD-101)가 제2호위대군 기함으로 지정되었다.
1960년 12월 1일, 제2호위대군이 제3호위대군으로 재편성되었다.
1961년 2월 1일, 기함에 하루카제, 제1,5,10호위대로 제2호위대군이 재편성되었다.
9월 1일, 호위대군을 지휘하는 호위함대가 창설됨에 따라 제2호위대군 또한 호위함대로 전속하였다.
1962년 8월 24일, JS 다카나미 (DD-110), JS 오나미 (DD-111), JS 마키나미 (DD-112)가 미야케섬 화재 진압에 파견되었다. 9월 3일, 제1항공군 소속 P2V-7 초계기가 바다에 추락하자, JS 무라사메 (DD-107), JS 유다치 (DD-108)가 항공기 구난 작업에 파견되었다.
1963년 12월 10일, 제1호위대가 폐지되었다.
1966년 3월 19일, 제21호위대(JS 야마구모 (DD-113), JS 마키구모 (DD-114))가 창설되었다.  7월 16일, 제5호위대가 폐지되었다.
1969년 3월 15일, 제10호위대가 제3호위대군으로 전속하였다.
1971년 2월 1일, 제2호위대군으로 JS 기쿠즈키 DD-165, JS 모치즈키DD-166으로 편성된 제1호위대군의 제1호위대가 전속 JS 다쓰카제 (DD-164)가 기함으로 지정되었다.
1972년 11월 25일, JS 아오쿠모 (DD-119), JS 아키구모 (DD-120)로 제23호위대가 창설되었다.
1976년 3월 26일, JS 다치카제 (DDG-168)가 제2호위대군 기함으로 취역하였다.
1981년 3월 27일, 제52호위대(JS 하루나 (DDH-141), JS 구라마 (DDH-144))가 창설되었다.
1982년 3월 27일, 제1호위대군의 제22호위대가 제2호위대군으로, 제23호위대가 제4호위대군로 전속하였다.
1983년 3월 30일, 제62호위대(JS 다치카제 (DDG-168), JS 사와카제 (DDG-170))가 창설되고, 제1호위대는 제4호위대군으로 전속, 제52호위대가 폐지되었다. 구라마는 직할함으로 지정되었다. 3월 30일, 하루나가 제3호위대군으로 전속하였다.
1984년 1월 26일, JS 미네유키 (DD-124)와 JS 하마유키 (DD-126)로 제42호위대가 창설되었다.
1986년 3월 19일, JS 야마유키 (DD-129), JS 마쓰유키 (DD-130)로 제44호위대가 창설되고, 제22호위대는 구레 지방대로 전속하였다.
1990년 3월 6일, 제47호위대(JS 아사기리 (DD-151), JS 야마기리 (DD-152), JS 사와기리 (DD-157))가 창설되고, 제42호위대는 제3호위대군으로 전속하였다.
1997년 3월 24일, 호위대 번호의 개정에 따라, 44는 2, 47은 6으로 바뀌었다.
2008년 3월 26일, 체제이행에 따른 2개 호위대 편제의 개편으로, 제62호위대와 군 직할함 제도가 폐지되었다.
2014년 10월 24일, 이 제4호위대군의 JS 기리시마 (DDG-174)가 제2호위대군으로, JS 초카이 (DDG-176)기 제4호위대군으로 전속하였다.
2017년 3월 22일, 제4호위대군의 JS 이세 (DDH-182)가 전속하고, 구라마가 퇴역함에 따라 재적되었다.
2018년 3월 7일, 취역한 JS 아사히 (DD-119)가 제2호위대로, JS 아마기리 (DD-154)는 호위함대 직속 제11호위대로 전속하였다.

## 편성
제2호위대군은 현재 헬기모함(DDH) 1척, 이지스 구축함(DDG) 4척, 구축함(DD) 3척으로 구성돼 있다.
| 사령부: 사세보 기지 - JS 하루사메 (DD-102) - JS 아사히 (DD-119) - JS 아사기리 (DDG-178) - JS 이세 (DDH-182) 사령부: 요코하마 기지 - JS 다카나미 (DD-110) - JS 오오나미 (DD-111) - JS 테루즈키 (DD-116) - JS 키리시마 (DDG-174) | - 김한함 - JS 구라마 (DDH-144) - 제2호위대 - 사세보 기지 - JS 유다치 (DD-103) - JS 마키나미 (DD-112) - JS 사와기리 (DD-157) - 제6호위대 - 사세보 기지 - JS 기리사메 (DD-104) - JS 아리아케 (DD-109) - 제62호위대 - 사세보 기지 - JS 시마카제 (DDG-172) - JS 곤고 (DDG-173) |

### 이전 부대
- 제1호위대, 1961년 2월 1일 ~ 1963년 12월 10일, 1971년 2월 1일 ~ 1983년 3월 30일
- 제3선대, 1954년 4월 1일 ~ 7월 1일
- 제3호위대, 1954년 7월 1일 ~ 1960년 12월 1일
- 제4선대, 1954년 4월 1일 ~ 7월 1일
- 제4호위대, 1954년 7월 1일 ~ 1960년 12월 1일
- 제5호위대, 1956년 4월 1일 ~ 1960년 12월 1일; 1961년 2월 1일 ~ 1966년 7월 16일
- 제10호위대, 1961년 2월 1일 ~ 1969년 3월 15일
- 제11선대, 1953년 8월 16일 ~ 1954년 4월 1일
- 제12선대, 1953년 8월 16일 ~ 1954년 4월 1일
- 제21호위대, 1966년 3월 19일 ~ ?
- 제22호위대, 1982년 3월 27일 ~ 1986년 3월 19일
- 제23호위대, 1972년 11월 25일 ~ 1982년 3월 27일
- 제42호위대, 1984년 1월 26일 ~ 1990년 3월 6일
- 제44호위대, 1986년 3월 19일 ~ 1997년 3월 24일
- 제47호위대, 1990년 3월 6일 ~ 1997년 3월 24일
- 제52호위대, 1981년 3월 27일 ~ 1983년 3월 30일
- 제62호위대, 1983년 3월 30일 ~ 2008년 3월 25일

## 기록

### 소속
1. 경비대, 1953년 8월 16일
2. 자위함대, 1954년 2월 1일
3. 호위함대, 1961년 9월 1일

### 계보
- 1953년 8월 16일, 제2船隊群 다이니 센타이군[*]→제2선대군
- 1954년 7월 1일, 제2호위대群 다이니 호에이타이군[*]→제2호위대군

### 기함
1. JS 하루카제 (DD-101), 1957년 4월 1일 ~ 1971년 2월 1일
2. JS 다카쓰유 (DD-164), 1971년 2월 1일 ~ 1976년 3월 26일
3. JS 다치카제 (DDG-168), 1976년 3월 26일 ~ 1983년 3월 30일
4. JS 구라마 (DDH-144), 1983년 3월 30일 ~ 2008년 3월 26일